# Totalni opoziv
Totalni opoziv (eng. Total Recall) je američki znanstveno-fantastični film redatelja Paula Verhoevena iz 1990. godine s Arnoldom Schwarzeneggerom u glavnoj ulozi. Riječ je o samo jednom u nizu filmova po romanima ZF pisca Philipa K. Dicka, čiji su radovi nadahnuli i filmove poput "Specijalnog izvještaja", "Umjetne inteligencije" i "Istrebljivača". 
Film je premijerno prikazan 1. lipnja 1990. godine u SAD-u i ostvario je znatan uspjeh na kino blagajnama, ali i kod kritike. Kao svijetle točke filma spominju se, između ostalog, i Sharon Stone u prilično kvalitetnoj izvedbi uloge izdajničke supruge, te specijalni efekti, za koje je film i nagrađen Oscarom.

## Radnja
Godina je 2084. Doug Quaid (Arnold Schwarzenegger) je građevinski radnik koji otkriva da je čitav njegov život velika laž koju su mu usadili u sjećanja. Međutim, kada spozna istinu, život mu se nađe u opasnosti. Doznaje i da je njegova supruga Lori (Sharon Stone) umiješana u zavjeru i želi ga ubiti. Kako bi se prisjetio svoje stvarne prošlosti i identiteta odlazi na put na Mars, koji je u to doba koloniziran ljudskim stanovnicima. Odmah po dolasku izložen je napadu upravno-vojnih struktura na Marsu koje predvodi Richter (Michael Ironside) u ime šefa Vilosa Cohaagena (Ronny Cox).
Quaid doznaje da je sve u što je vjerovao laž, da se zapravo zove Hauser te da tajna njegova života ima veze s događajim na Marsu, gdje se grupa pobunjenika bori protiv marsovskog režima na čelu s Cohaagenom.

## Glavne uloge
- Arnold Schwarzenegger - Doug Quaid/Hauser
- Rachel Ticotin - Melina
- Sharon Stone - Lori Quaid
- Ronny Cox - Vilos Cohaagen
- Michael Ironside - Richter

## Zarada
Totalni opoziv je u premijernom vikendu prikazivanja zaradio 25.533.700 USD, a ukupno širom svijeta 261.299.840 USD što ga smješta među velike kino hitove.

## Nagrade
Film je osvojio nagradu Saturn za najbolji kostim.